# Keith Giffen
Pour les articles homonymes, voir Giffen.
Keith Ian Giffen, né dans le Queens à New York le 30 novembre 1952 et mort le 9 octobre 2023 à Tampa (Floride), est un scénariste et dessinateur de comics américain.

## Biographie
Keith Giffen est particulièrement connu pour ses passages comme dessinateur puis scénariste de la série mettant en scène l’équipe de super-héros du futur Legion of Super-Heroes dans les années 1980 et 1990, pour être le cocréateur de la très drôle version internationale de la Ligue de justice d'Amérique à la fin des années 1980 (qu’il revisita plus tard dans Formerly Known As The Justice League, les appelant "The Super Buddies", Les Super Potes, mini-série qui reçut l'Eisner Award de la Meilleure publication d'humour (Best Humor Publication) en 2004) et pour les personnages du chasseur de primes alien Lobo (avec Roger Slifer) et de l’irrévérencieux Ambush Bug.
Il a aussi travaillé sur des titres comme All-Star Comics, Suicide Squad, Trencher et T.H.U.N.D.E.R. Agents.
Lui et ses partenaires sur la Ligue de justice d'Amérique (J.M. DeMatteis et Kevin Maguire) ont récemment déchaînés leur style sur Les Défenseurs chez Marvel Comics. Ses travaux pour Marvel incluent Drax The Destroyer et The Howling Commandos.
Toujours avec DeMatteis et Maguire, Giffen a continué à faire du super-héros comique en 2005 dans une mini-série en 3 épisodes Hero Squared pour Boom! Studios.
Keith Giffen est le scénariste en chef (aux côtés de Geoff Johns, Greg Rucka, Mark Waid et Grant Morrison) sur le comics DC "52", une série hebdomadaire faisant suite à l’intrigue du crossover géant Infinite Crisis.
Il travaille également pour Marvel sur le crossover Annihilation qui met en scène les personnages cosmiques de l'univers Marvel.

## Prix
- 2004 : Prix Eisner de la meilleure publication humoristique pour Formerly Known as the Justice League (avec Kevin Maguire, Joe Rubinstein et J. M. DeMatteis)

## Publications
- Annihilation (Marvel Comics)
- X-O Manowar (Valiant Comics)
- Magnus l'anti-robot (Valiant Comics)
- Hero Squared (Boom! Studios)
- Planetary Brigade (Boom! Studios)